# 邓东哲
邓东哲（1916年—1995年），中国人民解放军将领、中国人民解放军开国少将。
曾任空军第3军副军长。1955年，授予中国人民解放军少将。